# Chinois du Cambodge

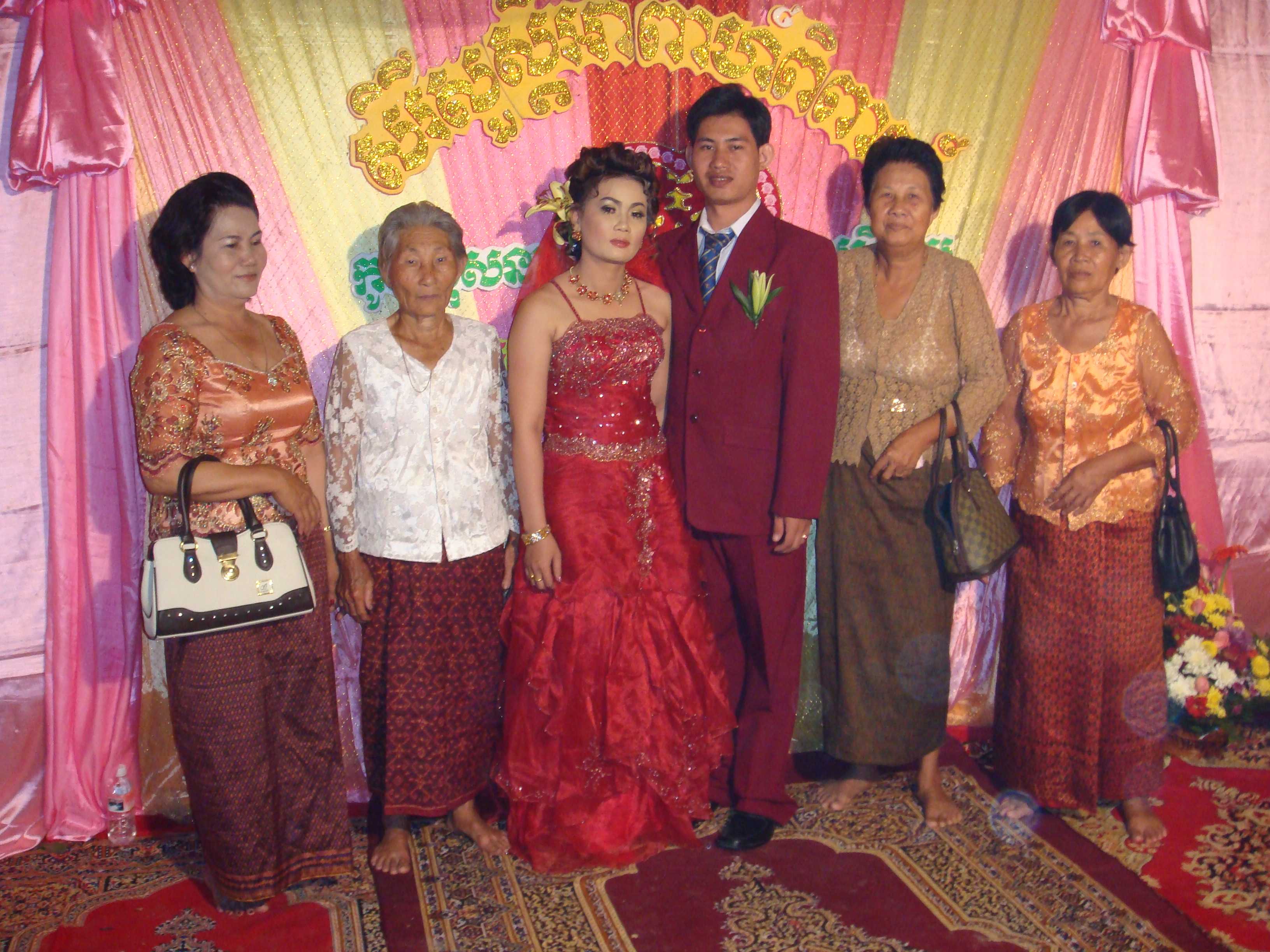
Chinois du Cambodge à un mariage dans la province de Kampong Thom.

Les Chinois du Cambodge sont les Cambodgiens d'ascendance chinoise ou partiellement chinoise. Une estimation officielle réalisée en 2013 par les autorités cambodgiennes évalue leur nombre à 0,1 % de la population du pays, soit environ 15 000 personnes : il n'existe cependant pas de statistiques fiables sur la population chinoise du Cambodge, dont les effectifs réels pourraient être très supérieurs. D'autres estimations, dans les années 1990, ont évoqué un chiffre d'environ 80 000 personnes, auxquels pourraient s'ajouter jusqu'à un million de métis sino-khmers.

## Histoire
La présence au Cambodge d'une communauté chinoise semble remonter au XIIIe siècle.
Jusqu'à l'époque de la colonisation française, la population chinoise du Cambodge se trouvait essentiellement dans la capitale, Phnom Penh. Ils sont alors très présents dans les professions commerciales.
Au début du XXe siècle, sous le protectorat français, les commerçants chinois commencent à être perçus comme des concurrents par les autorités coloniales, ce qui entraîne un durcissement de la politique d'immigration en provenance de la Chine. En 1961, une étude universitaire estime la population chinoise du Cambodge à environ 425 000 personnes, soit 7,4 % de la population cambodgienne de l'époque.
Sous le régime khmer rouge, les Chinois sont victimes des mêmes atrocités que le reste de la population. Les Khmers rouges n'ont apparemment pas mis en œuvre de persécution ethnique ciblant les Chinois en tant que tels : ils sont cependant visés en tant que locuteurs d'une langue étrangère. Environ la moitié de la population chinoise du Cambodge semble avoir péri sous la période khmère rouge.
Sous le régime de la République populaire du Kampuchéa, l'interdiction de parler chinois est levée, et la communauté chinoise du Cambodge a de nouveau le droit de publier des journaux en langue chinoise.
La population d'ethnie chinoise au Cambodge est officiellement estimée aujourd'hui à environ 15 000 personnes. Cependant, son estimation démographique est depuis longtemps rendue difficile par l'intégration culturelle de nombreuses personnes d'origine chinoise, qui tendent à être comptabilisées comme des Khmers.